# Чураккаси
Чуракка́си (рос. Чураккасы, чув. Чуракасси) — присілок у Чувашії Російської Федерації, у складі Ільїнського сільського поселення Моргауського району.
Населення — 361 особа (2010; 396 в 2002, 1362 в 1979; 590 в 1939, 649 в 1926, 408 в 1906, 366 1858). Національний склад — чуваші, росіяни.

## Історія
Історичні назви — Чурікаси, Середні Шешкари (1917-1927). Утворився як виселок присілка Велика Ачкарен (Кюрегасі), потім як околоток присілка Малі Шешкари (нині не існує). До 1866 року селяни мали статус державних, займались землеробством, тваринництвом, виробництвом одягу, цегли, взуттям, пиломатеріалом. 1929 року утворено колгосп «Аврора». До 1920 року присілок перебував у складі Татаркасинської волості Козьмодемьянського, до 1927 року — Чебоксарського повіту. 1927 року присілок переданий до складу Татаркасинського району, 1939 року — до складу Сундирського, 1962 року — до складу Чебоксарського, 1964 року — до складу Моргауського району.

## Господарство
У присілку діють фельдшерсько-акушерський пункт, клуб, спортивний майданчик, магазин.